# Alectryon coriaceus
Alectryon coriaceus es una especie de árbol perteneciente a la familia de las  sapindáceas. Se encuentra en la selva lluviosa del este de Australia. 

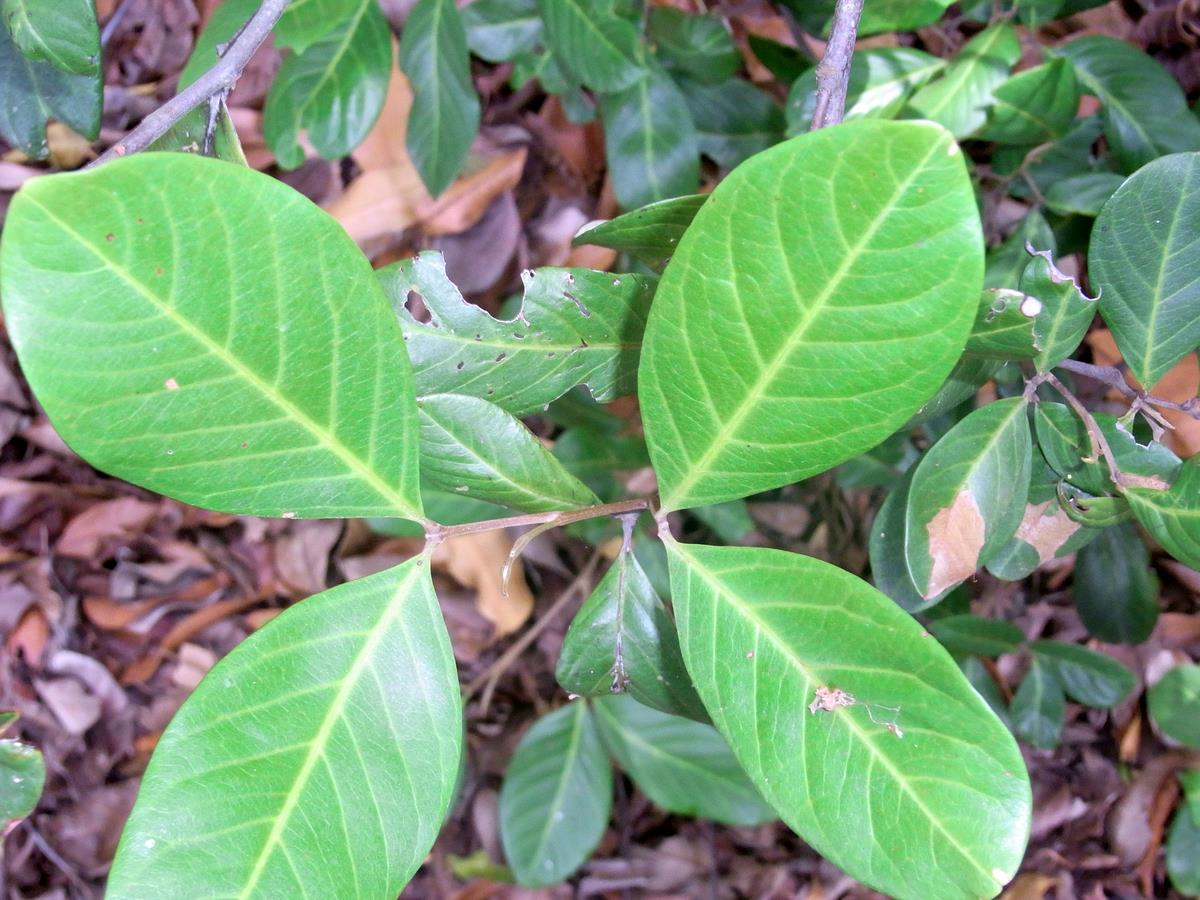
Detalle de las hojas

## Descripción
Es un arbusto o pequeño árbol tupido con ramitas, con hojas y pedúnculos adpreso-pubescentes o glabros. Las hojas paripinnadas, de 4-15 cm de largo, con de 2 o 4 folíolos, amplio-elípticos a obovados, de 4-12 cm de largo, y 2-7 cm de ancho, el ápice redondeado o retuso, base ± redondeada,  el haz brillante y glabra, el envés poco peluda, de color gris pálido, verde y brillante o glauca, pecíolo 1-4 cm de largo, peciólulos 3-8 mm de largo. El fruto es una cápsula por lo general de tres lóbulos, de 5-7 mm de largo,  pubescente, globosos los lóbulos; negras las semillas y el arilo rojo.

## Distribución y hábitat
Sólo se encuentra creciendo cerca del mar desde tan al sur como Newcastle, Nueva Gales del Sur a Maryborough, Queensland.

## Taxonomía
Alectryon coriaceus fue descrita por (Benth.) Radlk.  y publicado en Actes du IIIme Congrès international de botanique, Bruxelles 1910 1877: 118, en el año 1879.
Etimología
El epíteto específico coriaceus se refiere a las hojas gruesas con tacto de cuero.
Sinonimia
- Nephelium coriaceum Benth. basónimo
- Alectryon semicinereus (F.Muell.) Radlk.
- Nephelium semicinereum F.Muell.
- Alectryon coriaceum[4]